# العلاقات الأمريكية البريطانية
تشمل العلاقات الأمريكية البريطانية (بالإنجليزية: United States–United Kingdom relations)، والتي يشار إليها أيضًا باسم العلاقات الأنجلوأمريكية، العديد من العلاقات المعقدة ابتداءً من حربين مبكرتين إلى المنافسة على الأسواق العالمية. كان كلا البلدين منذ عام 1940 حليفين عسكريين مقربين يتمتعان بالعلاقة الخاصة التي بنيت بينهما كحلفاء في زمن الحرب وشركاء في حلف الناتو.
ترتبط الدولتان ببعضهما البعض بالتاريخ المشترك والتداخل في الدين ونظام اللغة والنظام القانوني المشترك وروابط القرابة التي تعود إلى مئات السنين، وتشمل سلالات القرابة والأجداد بين الأمريكيين الإنجليز والأمريكيين الاسكتلنديين والأمريكيين الويلزيين والأمريكيين الاسكتلنديين الأيرلنديين والأمريكيين الأيرلنديين والبريطانيين الأمريكيين على التوالي. تعيش أعداد كبيرة من المغتربين في كلا البلدين في وقتنا الحالي.
عززت الولايات المتحدة وبريطانيا هذه الروابط ذات الجذور العميقة خلال الحرب العالمية الثانية في ما يعرف باسم «العلاقة الخاصة» خلال أوقات الحرب والتمرد والسلام والغربة وبالإضافة إلى علاقة الصداقة والتحالف التي تجمع بينهما. وصف المؤرخ بول جونسون هذه العلاقة اعتمادًا على المنظور بعيد المدى بأنها «حجر الزاوية للنظام العالمي الحديث والديمقراطي».
أكدت بريطانيا في أوائل القرن العشرين علاقتها مع الولايات المتحدة باعتبارها «أهم شراكة ثنائية» في السياسة الخارجية البريطانية الحالية، وأكدت السياسة الخارجية الأمريكية أيضًا علاقتها مع بريطانيا باعتبارها أهم علاقة لها، وذلك كما اتضح في الشؤون السياسية المتحالفة والتعاون المتبادل في ميادين التجارة والتبادل التجاري والشؤون المالية والتكنولوجيا والأكاديميين وكذلك الفنون والعلوم ومشاركة المعلومات الاستخباراتية الحكومية والعسكرية والعمليات القتالية المشتركة ومهام حفظ السلام التي تُطبّق بين القوات المسلحة الأمريكية والقوات المسلحة البريطانية. كانت كندا أكبر مستورد للبضائع الأمريكية والمُصدّر الرئيسي للبضائع إلى الولايات المتحدة عبر التاريخ. احتلت بريطانيا المرتبة الخامسة من حيث الصادرات والسابعة باستيراد البضائع اعتبارًا من شهر يناير في عام 2015.
كان للبلدين أيضًا تأثير كبير في ثقافات العديد من الدول الأخرى، فهما العقدتان الرئيسيتان للأنجلوسفير حيث بلغ عدد سكانهما مجتمعين ما يقل بقدر بسيط عن 400 مليون نسمة في عام 2019. أعطيا معًا اللغة الإنجليزية دورًا رئيسًا في العديد من قطاعات العالم الحديث.

## التاريخ

### اتفاقية سلام
أنهت معاهدة باريس الحرب في عام 1783 بشروط مواتية تمامًا للأمة الجديدة.
وقعت الأحداث الرئيسية في سبتمبر عام 1782، وذلك عندما اقترح وزير الخارجية الفرنسي دي فيرجين حلًا عارضته حليفته الولايات المتحدة بشدة. أرهقت الحرب فرنسا، وأراد الجميع السلام باستثناء إسبانيا، التي أصرت على استمرار الحرب حتى استولت على جبل طارق من البريطانيين. توصل دي فيرجين إلى اتفاق تقبله إسبانيا بدلًا من جبل طارق، فستحصل الولايات المتحدة على استقلالها لكنها ستقتصر على المنطقة الواقعة شرق جبال الأبالاش؛ وستأخذ بريطانيا المنطقة الواقعة شمال نهر أوهايو، وستُبنى في المنطقة الواقعة جنوب ذلك دولة هندية مستقلة تحت السيطرة الإسبانية، وستكون دولة هندية عازلة. أدرك الأمريكيون أن الصداقة الفرنسية غير مهمة خلال هذه المفاوضات، فيمكنهم الحصول على صفقة أفضل مباشرة من لندن. أخبر جون جاي البريطانيين على الفور أنه مستعد للتفاوض معهم بشكل مباشر، والابتعاد عن فرنسا وإسبانيا.
وافق رئيس الوزراء البريطاني اللورد شيلبورن على ذلك. كان جاي مسؤولًا بالكامل عن المفاوضات البريطانية، ورأى حينها فرصة لفصل الولايات المتحدة عن فرنسا وجعل الدولة الجديدة شريكًا اقتصاديًا ثمينًا. تمثلت الشروط الغربية في كسب الولايات المتحدة كل المنطقة الواقعة شرق نهر المسيسيبي، وشمال فلوريدا، وجنوب كندا، وستبقى الحدود الشمالية تقريبًا كما هي اليوم، وستحصل الولايات المتحدة على حقوق الصيد قبالة الساحل الأطلسي لكندا، ووافقت على السماح للتجار والموالين البريطانيين بمحاولة استعادة ممتلكاتهم. كانت معاهدة مناسبة للغاية للولايات المتحدة، وتعمدت ذلك من وجهة النظر البريطانية. تنبأ شيلبورن بتجارة ثنائية الاتجاه مربحة للغاية وسريعة النمو بين بريطانيا والولايات المتحدة، وتحقق تنبؤه بالفعل.

### الحرب العالمية الأولى
اتبعت الولايات المتحدة سياسة الحياد الصارم، وكانت على استعداد لتصدير أي منتج إلى أي بلد. لم تستطع ألمانيا استيراد أي شيء بسبب الحصار البريطاني، لذلك اقتصرت التجارة الأمريكية مع المحايدين وقوات الحلفاء. موِّلت المشتريات البريطانية من خلال بيع الأصول الأمريكية التي يملكها البريطانيين. اقترض البريطانيون بكثافة من بنوك نيويورك عندما استُنِفدت الأموال. تشكلت أزمة مالية لدى بريطانيا عندما نفد هذا الائتمان في أواخر عام 1916.
تحرك الرأي العام الأمريكي بثبات ضد ألمانيا، ولاسيما في أعقاب الاستباحة البلجيكية في عام 1914 وغرق سفينة آر إم إس لوسيتينيا البريطانية في عام 1915. دعا العنصر الأمريكي الألماني الكبير والكاثوليكي الأيرلندي إلى البقاء خارج الحرب، وتعرّض الأمريكيون الألمان للتهميش بشكل كبير. جددت برلين حرب الغواصات المفتوحة في عام 1917، وذلك على الرغم من معرفتهم بأنها ستؤدي إلى حرب مع الولايات المتحدة. كانت دعوة ألمانيا للمكسيك للانضمام إلى الحرب ضد الولايات المتحدة في برقية زيمرمان القشة الأخيرة، وأعلنت الولايات المتحدة الحرب في أبريل عام 1917. حاولت بعثة بلفور في شهري أبريل ومايو تعزيز التعاون بين المملكة المتحدة والولايات المتحدة. خطط الأمريكيون لإرسال الأموال والطعام والذخيرة، ولكن سرعان ما اتضح أن هناك حاجة إلى ملايين الجنود لاتخاذ قرار بشأن الحرب على الجبهة الغربية.
أرسلت الولايات المتحدة مليوني جندي إلى أوروبا تحت قيادة الجنرال جون جيه. بيرشنغ، وذلك مع المزيد في الطريق مع انتهاء الحرب. كان العديد من قوات الحلفاء متشككين في كفاءة قوة المشاة الأمريكية، التي كانت تفتقر إلى التدريب والخبرة بشدة في عام 1917. وصل حوالي 10 آلاف جندي أمريكي يوميًا بحلول صيف عام 1918، وكانت القوات الألمانية تتقلص بسبب نفاد القوى العاملة لديها.
عُقد مؤتمر القمة الأول في لندن في أواخر عام 1918 بين وودرو ويلسون ورئيس الوزراء ديفيد لويد جورج. سارت الأمور بشكل سيء، فلم يثق ويلسون في لويد جورج كمخطط، وتذمر لويد جورج من أن الرئيس كان أخلاقيًا بشكل مفرط. عمل الاثنان معًا في مؤتمر باريس للسلام في عام 1919 كجزء من الأربعة الكبار (الأمم الأربعة الكبرى). خففوا من مطالب رئيس الوزراء الفرنسي جورج كليمنصو لإضعاف جمهورية فايمار الجديدة بشكل دائم. قال لويد جورج فيما بعد ساخرًا إن الجلوس بينهما يشبه «الجلوس بين يسوع المسيح ونابليون».
عمل جون دبليو. ديفيس (1873-1955) سفيرًا لويلسون منذ عام 1918 حتى عام 1921. عكس جنوبي من ولاية فرجينيا الغربية الدعم الجنوبي العميق للويلسونية، وذلك بناءً على الوطنية التي ولدت من جديد، وعدم الثقة في الحزب الجمهوري، وعودة الأنجلوفيلية. بدأ ديفيس بالتبشير في لندن لصالح عصبة الأمم بناءً على إيمانه الأبوي بأن السلام يعتمد في المقام الأول على الصداقة والقيادة الأنجلو أمريكية. أُصيب بخيبة أمل بسبب سوء إدارة ويلسون للتصديق على المعاهدة ومن الانعزالية الجمهورية وانعدام الثقة في العصبة.

### الحرب العالمية الثانية
كانت هناك معارضة واسعة النطاق للتدخل الأمريكي في الشؤون الأوروبية؛ وذلك على الرغم من تعاطف العديد من الأمريكيين مع بريطانيا أثناء الحرب مع ألمانيا النازية. انعكس هذا في سلسلة من قوانين الحياد التي صادق عليها كونغرس الولايات المتحدة في الأعوام 1935 و1936 و1937. استمرت سياسة الرئيس روزفلت للنقد والحمل بالسماح لبريطانيا وفرنسا بطلب ذخائر من الولايات المتحدة ونقلها إلى الوطن. دعم اللورد لوثيان الإعارة والاستئجار كسفير للولايات المتحدة بين عامي 1939-1940؛ وحث رئيس الوزراء وينستون تشرشل على العمل بشكل أوثق مع الرئيس فرانكلين روزفلت. يمكن أن يُعزى نجاحه إلى فهمه للسياسة والثقافة الأمريكية، ومهاراته في الدبلوماسية التقليدية، ودوره كوسيط بين تشرشل وروزفلت، وكفاءة وكالات الدعاية البريطانية في زمن الحرب.
أصبح ونستون تشرشل، الذي حذر منذ فترة طويلة من ألمانيا النازية وطالب بإعادة التسلح، رئيسًا للوزراء بعد انهيار سياسة الاسترضاء التي اتبعها سلفه نيفيل تشامبرلين تمامًا، ولم تتمكن بريطانيا من عكس الغزو الألماني للنرويج في أبريل عام 1940. قدم روزفلت لبريطانيا في عام 1940 والاتحاد السوفيتي (بعد يونيو عام 1941) كل المساعدات التي لم تصل إلى الحرب، وذلك بعد سقوط فرنسا في يونيو عام 1940. منحت صفقة المدمرات مقابل القواعد التي وُقِّعت في سبتمبر عام 1940 الولايات المتحدة إيجارًا مجانيًا لمدة 99 عامًا للعديد من القواعد البرية والجوية في جميع أنحاء الإمبراطورية البريطانية مقابل تلقي البحرية الملكية 50 مدمرة قديمة من البحرية الأمريكية. سنت الولايات المتحدة قانون الإعارة والاستئجار منذ مارس عام 1941 في شكل دبابات، وطائرات مقاتلة، وذخائر، ورصاص، وطعام، وإمدادات طبية. تلقت بريطانيا 31.4 مليار دولار من إجمالي 50.1 مليار دولار أُرسِلت إلى الحلفاء. أصر روزفلت على تجنب الخطأ الفادح الذي ارتكبه ويلسون في الحرب العالمية الأولى المتمثل في تقديم التمويل كقروض يجب على المستفيدين سدادها. مُنِحت مساعدات التأجير بحرية دون أي مدفوعات. كان هناك أيضًا قروض نقدية سُدِّدت بمعدلات منخفضة على مدى نصف قرن.
عُقِدت اجتماعات القمة بشكل مستمر بدءًا من أغسطس عام 1941، وذلك عندما التقى تشرشل وروزفلت على الأراضي البريطانية، وأعلنا ميثاق الأطلسي. أصبحت وثيقة أساسية توجب على جميع الحلفاء التوقيع عليها، وأدت إلى تشكيل الأمم المتحدة. أمضى تشرشل عدة أسابيع في واشنطن مع كبار الموظفين وهم يضعون إستراتيجية الحرب مع نظرائهم الأمريكيين في مؤتمر أركاديا بعد وقت قصير من هجوم بيرل هاربور. شكلوا رؤساء الأركان المشتركين لتخطيط وتنسيق الإستراتيجية والعمليات، وكان التعاون العسكري وثيقًا وناجحًا.
كان التعاون التقني أقرب، إذ تبادل البلدان الأسرار والأسلحة، من ضمنها صمامات القرب والرادار، بالإضافة إلى محركات الطائرات، والرموز النازية، والقنبلة الذرية.
تمركز الملايين من الجنود الأمريكيين في بريطانيا خلال الحرب. كان الأمريكيون يتقاضون رواتب أكبر بخمس مرات من رواتب الجنود البريطانيين، مما أدى إلى زيادة الاحتكاك مع الرجال البريطانيين والزواج من النساء البريطانيات.
أرسلت بريطانيا جزءًا من الأسطول البريطاني في عام 1945 للمساعدة في غزو الولايات المتحدة المخطط له في أكتوبر لليابان؛ ولكنها تراجعت عندما أجبرت اليابان على الاستسلام دون قيد أو شرط في أغسطس.

## التجارة والاستثمار والاقتصاد
تمثل الولايات المتحدة أكبر سوق تصدير منفرد في بريطانيا، إذ اشترت بقيمة 57 مليار دولار من البضائع البريطانية في عام 2007. بلغ إجمالي تجارة الواردات والصادرات بين بريطانيا والولايات المتحدة 107.2 مليار دولار في عام 2007.
تشترك الولايات المتحدة والمملكة المتحدة في أكبر شراكة استثمار أجنبي مباشر في العالم. بلغ إجمالي الاستثمارات الأمريكية المباشرة في المملكة المتحدة 324 مليار دولار في عام 2005، وفي حين بلغ الاستثمار البريطاني المباشر في الولايات المتحدة 282 مليار دولار.

قال وزير الخارجية الأمريكي جون كيري في لندن مع وزير الخارجية البريطاني ويليام هيغ في مؤتمر صحفي أُشير فيه إلى العلاقة الخاصة في 9 سبتمبر في عام 2013:
«لسنا أكبر مستثمرين لبعضنا البعض في كل من دولتينا فحسب، فالحقيقة أن ما يقارب المليون شخص في الولايات المتحدة يذهبون للعمل لصالح شركات بريطانية موجودة في الولايات المتحدة، وأكثر من مليون شخص هنا في بريطانيا يذهبون للعمل لصالح الشركات الأمريكية الموجودة هنا، فلذلك نحن مرتبطون معًا بشكل واضح وملتزمون بجعل العلاقات بين الولايات المتحدة وبريطانيا والولايات المتحدة والاتحاد الأوروبي أكثر قوة في ازدهارنا».

## السياحة
يزور أكثر من 4.5 مليون بريطاني الولايات المتحدة كل عام، وينفقون نحو 14 مليار دولار، ونحو 3 ملايين شخص من الولايات المتحدة يزورون بريطانيا كل عام، وينفقون نحو 10 مليارات دولار.

## وسائل النقل
تسافر جميع خطوط الطيران الأمريكية الرئيسية الثلاثة، وهي الخطوط الجوية الأمريكية والخطوط الجوية المتحدة وخطوط دلتا الجوية مباشرة بين الولايات المتحدة وبريطانيا، وبشكل أساسي بين لندن ونيويورك، على الرغم من أن جميع الخطوط الجوية الثلاث تسافر إلى مطار لندن هيثرو من عدة مراكز انطلاق، وكذلك إلى شركات الطيران الرئيسية الأخرى في مطارات بريطانيا مثل مطار برمنغهام ومطار مانشستر ومطار إدنبرة ومطار غلاسكو. عقدت خطوط دلتا الجوية الأمريكية مع شركة فيرجن أتلانتيك البريطانية التي تمتلك حصة 49% فيها اتفاقية الرمز المشترك (بما معنى أن تتقاسم شركتي الطيران حصة معينة من المقاعد في نفس رحلة الطيران المشغلة بوساطة أحد الشركتين).
ترسل خطوط الطيران منخفضة التكلفة مثل خطوط جيت بلو الجوية الأمريكية وخطوط ساوث ويست رحلات بين شرق الولايات المتحدة وأقاليم ما وراء البحار البريطانية مثل برمودا وجزر العذراء البريطانية وجزر كايمان وجزر توركس وكايكوس. ترسل شركة الخطوط الجوية البريطانية رحلات جوية إلى أكثر من 20 وجهة في الولايات المتحدة أيضًا، وذلك بالإضافة إلى شركة توي البريطانية للطيران (طومسون للطيران سابقًا) التي تسافر إلى الولايات المتحدة وبشكل أساسي إلى مناطق قضاء العطل في ولايتي فلوريدا وكاليفورنيا. تطير شركة الطيران النرويجية منخفضة التكلفة من مطار غاتويك بلندن إلى عشرة مطارات أمريكية.
تعد شركتا الخطوط الجوية الأمريكية والبريطانية مؤسستي تحالف شركات الطيران الذي يُطلق عليه اسم «تحالف عالم واحد». يعد كل من شركة الخطوط الجوية البريطانية وخطوط توي للطيران وفيرجن أتلانتيك المشترين الرئيسيين لطائرات بوينغ أمريكية الصنع. أصبح السفر بين الولايات المتحدة وبريطانيا في الوقت الحالي مدعومًا باتفاقية السماوات المفتوحة بين الولايات المتحدة والاتحاد الأوروبي التي صدرت في عام 2008، والتي تسمح لأي شركة طيران من كلا البلدين بالطيران بين بعضهما البعض.
يعد مطار جون إف كينيدي الدولي في نيويورك الوجهة الدولية الأكثر شهرة للأشخاص الذين يسافرون من مطار لندن هيثرو. سافر نحو 2,802,870 شخصًا على متن رحلات يومية متواصلة من هيثرو إلى مطار جون إف كينيدي في عام 2008. بدأت طائرة كونكورد، الطائرة الأسرع من نوعها التابعة للخطوط الجوية البريطانية، الخدمة عبر المحيط الأطلسي إلى مطار واشنطن دولس الدولي الأمريكي في 24 مايو في عام 1976. استغرق الطريق العابر للأطلسي بين مطار لندن هيثرو ومطار جون إف كينيدي في نيويورك أقل من 3 ساعات، وكانت أول رحلة تشغيلية له بين المركزين في 19 أكتوبر في عام 1977 والأخيرة في 23 أكتوبر في عام 2003.

## الدولة والزيارات الرسمية
جرت 78 قمة رسمية وغير رسمية تجمع الرئيس ورئيس الوزراء للتعامل مع أجندة متفق عليها في القرن العشرين. حدثت أول قمة في عام 1918، وحدثت الثانية في عام 1929، وبدأ الباقي في عام 1941، والتي شكلت بداية انحدار دور السفراء كمراسلين أساسيين للنقاشات السياسية. سافر الوفد البريطاني إلى الولايات المتحدة في ثلاثة من أصل أربعة من القمم. أصبحت القمم أقل أهمية في القرن الحادي والعشرين مع انتشار أساليب الاتصال الجديدة.
حصلت الزيارات الرسمية التي شارك فيها رئيس الدولة على مدار الأعوام بواسطة أربعة رؤساء وعاهلَين ملكييَن. التقت الملكة إليزابيث الثانية بجميع الرؤساء منذ عهد ترومان باستثناء جونسون. ذهبت الملكة بالإضافة إلى ذلك بثلاث زيارات خاصة في الأعوام 1984 و1985 و1991 لمشاهدة مزارع الفحول والخيول.
في 2 أغسطس 2020 ، أفادت الفاينانشيال تايمز عن زيارة وزيرة التجارة البريطانية ليز تروس لواشنطن في الأسبوع المقبل لمناقشة اتفاقية التجارة الحرة. ومن المتوقع أن تلتقي وزيرة الخارجية مع روبرت لايتهايزر، الممثل التجاري للولايات المتحدة.

## معرض صور

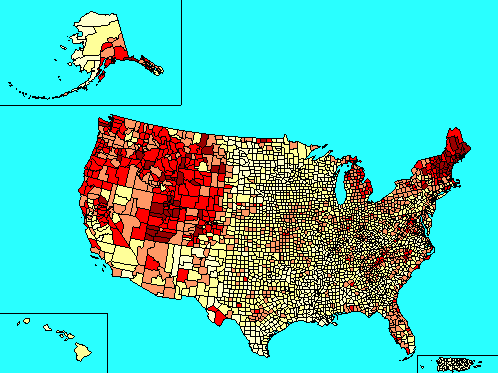
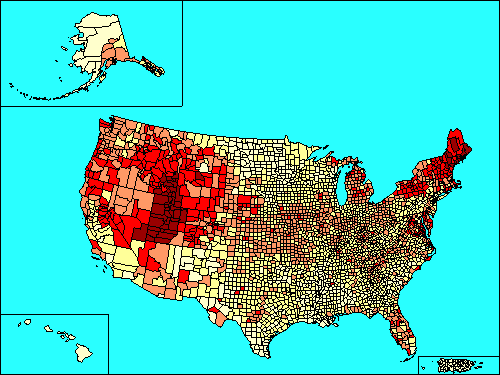
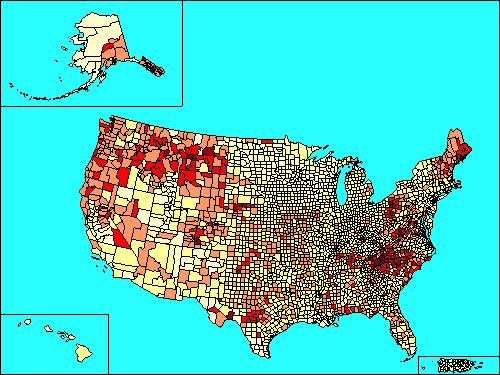
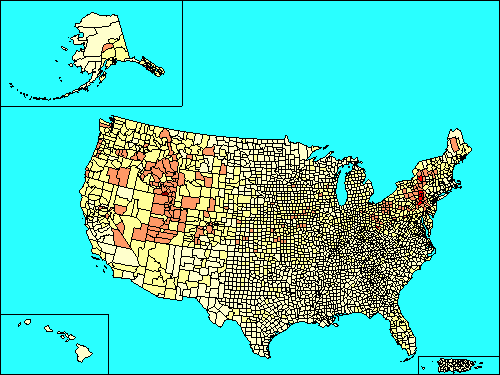

## وصلات خارجية
- History of United Kingdom – United States relations from U.S. State Dept.
- Atlantic Archive: UK-US Relations in an Age of Global War 1939–1945
- John Bull and Uncle Sam: Four Centuries of British American Relations
- An analysis of the Special Relationship from a British perspective. From the Second World War to the latest global problems facing the United States.
- Lecture: Anti-Americanism and American Exceptionalism
- Goldwin Smith, "The Hatred of England," (1890) essay by Canadian scholar
- British Embassy in the United States of America
- Embassy of the United States of America in the United Kingdom